# دانا أندرسون
دانا أندرسون هي لاعب هوكي الحقل كندية، ولدت في 13 يناير 1973.